# Stará Voda (Město Libavá)
Stará Voda (německy Altwasser) je zaniklá vesnice, z níž se dochoval pouze kostel, který spolu s bezprostředním okolím od 1. ledna 2016 patří k obci Město Libavá, do roku 2015 spadal do vojenského újezdu Libavá.
Obec fakticky zanikla po roce 1946 s odsunem německého obyvatelstva. 17. září 1946 byla začleněna do tzv. vojenského tábora Města Libavá, ovšem poutní místo a klášter zůstaly zachovány. Poslední pouť se zde konala v r. 1949. V roce 1950 bylo místo zahrnuto do voj. újezdu Libavá. Po této etapě se zachoval pouze rozsáhlý poutní kostel svaté Anny a svatého Jakuba Většího, zdevastovaný pobytem nejprve československých a potom i sovětských vojsk. Exteriér kostela byl po roce 1990 restaurován. Stará Voda se nachází nedaleko barokní kaple svaté Anny nad Královskou studánkou v údolí mezi kopci Anenský vrch, Kamenná a Liščí vrch. V této obci také působil a zemřel piaristický pedagog a muzikolog Jan František Hanel.

## Historie
První písemný záznam o Staré vodě je z roku 1456, kde je uvedena kaple sv. Jakuba Staršího a v pramenu z roku 1529 také kaple sv. Anny. V záznamech z let 1456 a 1581 jsou jména obyvatel Staré Vody německá i česká, v roce 1654 již pouze německá.
Od nepaměti se v této německé obci konaly poutě. V letech 1690–1695 zde byla zřízena kolej školského řádu piaristů, ti také vedli duchovní správu a úspěšně působili po úctyhodnou dobu 232 let (do roku 1922). V roce 1784 byla farnost Stará Voda osamostatněná od Města Libavá a v roce 1785 vznikla starovodská farnost přifařením Vojnovic. Studovali zde mj. J. E. Purkyně a A. C. Stojan, pozdější olomoucký arcibiskup pod vedením piaristického pedagoga Jana Františka Hanela. Po odchodu piaristů zde byli krátce redemptoristé a do roku 1930 benediktini.
Historické prameny uvádějí tři břidlicové lomy (1911), vodní a větrný mlýn, cihelnu, zemědělský spolek, katolický-lidový a okrašlovací spolek, hasičský spolek a hostinec. V roce 1930 zde stálo 76 domů a žilo 345 obyvatel (čs. 0).
Dne 4. května 1945, po leteckém útoku, vyhořel klášter a další budovy ve Staré Vodě.
V roce 1946 po odsunu německého obyvatelstva, které tvořilo většinové obyvatelstvo Staré Vody, ministerstvo národní obrany slibovalo, že kostel i klášter v obci mohou sloužit i nadále svému účelu. V roce 1949 se zde konala poslední pouť a komunistické vedení se rozhodlo celé území obce začlenit do vojenského újezdu, který měl sloužit potřebám armády. V padesátých letech se rozhodlo o odvezení cenných památek ze Staré Vody do jiných kostelů. V letech 1949–1968 tu pobývala československá armáda. Po roce 1968 vojenský prostor Libavá a Starou Vodu obsadila sovětská vojska.
Po roce 1990, kdy se opět vojenský prostor otevřel civilnímu obyvatelstvu, bylo možné vidět stopy pobytu československé armády i sovětské okupace na místním kostele sv. Anny. Byl vypracován plán obnovy kostela a náklady byly odhadovány na 60 milionů Kč. V roce 1991 došlo k navázání na tradici místních poutí.  V současnosti[kdy?] probíhá po etapách oprava kostela, jak jsou k dispozici potřebné finanční prostředky. Mnoho z nich je i z darů věřících nebo od potomků vysídlených obyvatel z Německa, hlavním zdrojem financí pro opravy je Česko-německý fond budoucnosti. Vnitřek kostela a také některé vnější části jsou popsané nápisy vojínů sovětské armády a působí jako varovný památník na dobu sovětské okupace. V roce 1995 zahájili skauti akci „Obnova Staré Vody“. Starodávné poutní místo Stará Voda je postupně obnovováno do své původní krásy. Kromě skautů se na obnově tohoto místa podílí mnoho jiných dobrovolníků, kteří mají vztah k tomuto místu. Kromě tradičních poutí se Stará Voda, která v té době byla součástí vojenského prostoru Libavá, otevírá i cyklistům během akce nazvané „Bílý Kámen“.
K 20. prosinci 2002 byl katastr Staré Vody zrušen a rozdělen mezi nově zvětšené katastrální území Město Libavá a Rudoltovice, k němuž připadla menší jihovýchodní část. V rámci navrhované optimalizace (zmenšení) vojenského újezdu Libavá bylo rozhodnuto o vyčlenění bývalého intravilánu a severní části katastru bývalé obce z území vojenského újezdu s účinností k 1. lednu 2016 a začlenění těchto částí do nové obce Město Libavá. V rámci příprav na toto zmenšení bylo z dosavadního k. ú. Rudoltovice vyčleněno nové malé k. ú. Město Libavá I, zahrnující mimo jiné kostel ve Staré Vodě. Z dosavadního k. ú. Město Libavá bylo zároveň vyčleněno velice malé k. ú. Město Libavá II, ležící jihozápadně od kostela. Obě nová katastrální území se k 1. lednu 2016 stala součástí obnovené obce Město Libavá. V rámci příprav na zmenšení vojenského újezdu bylo z dosavadního k. ú. Město Libavá nově vyčleněno i k. ú. Předměstí u Města Libavá, které zůstalo součástí vojenského újezdu. Do tohoto nového katastru byla zahrnuta jihozápadní část bývalého katastrálního území Stará Voda.
| Rok            | 1835 | 1880 | 1900 | 1921 | 1930 | 50. léta 20. stol. |
| -------------- | ---- | ---- | ---- | ---- | ---- | ------------------ |
| Počet obyvatel | 304  | 407  | 375  | 349  | 327  | 0                  |
| Počet domů     | 52   | 58   | 62   | 77   | 76   |                    |

### Kostel a klášter
Kostel svatého Jakuba Většího a svaté Anny ve Staré Vodě byl v době minulé rozsáhlým barokním poutním kostelem o dvou věžích, s pěti zvony, dvorem a krytými ambity s křížovou cestou. Na hlavním oltáři byla uctívaná socha sv. Anny, tři boční oltáře zasvěceny obětování Panny Marie, sv. Josefu a sv. Jáchymu. Za zmínku stojí vynikající varhany a další detaily kostela. Ve 20. století bylo zaznamenáno přes dvacet míst, odkud poutníci přicházeli v procesích. Tradiční pout z Kroměříže se datuje od roku 1715, tehdy jako poděkování za odvrácení morové nákazy.
Budova kláštera byla poškozena za druhé světové války a po jejím ukončení se dokonce započalo s opravou. Do roku 1946 působila v duchovní správě kongregace oblátů Panny Marie. Dnes jsou na místě kláštera pouze zbytky zdiva a studna na bývalém nádvoří.

## Významné osobnosti
- Jan František Hanel (1751–1820), pedagog, muzikolog a jazykovědec. V této obci zemřel a byl pochován na místním hřbitově, který byl v průběhu let zpustošen a nelze tedy určit, který hrob mu patří.

## Další informace
Starou Vodou protéká Lazský potok (přítok řeky Odry).
Poblíž Staré Vody se jižním směrem nachází opravená kaple sv. Anny s Královskou studánkou.
Přibližně severovýchodním směrem od Staré Vody leží Mýdlový vrch a za ním kopec Samoty s bývalým pohotovostním muničním skladem sovětské armády (Točka Sever).
Mezi obcemi Stará Voda a zaniklými Vojnovicemi, bývala osada Baltsdorf, jejíž poloha je neznámá. Tato osada je zmíněna v urbáři při Libavé jako již pustá v roce 1581. Blíže,

## Fotogalerie

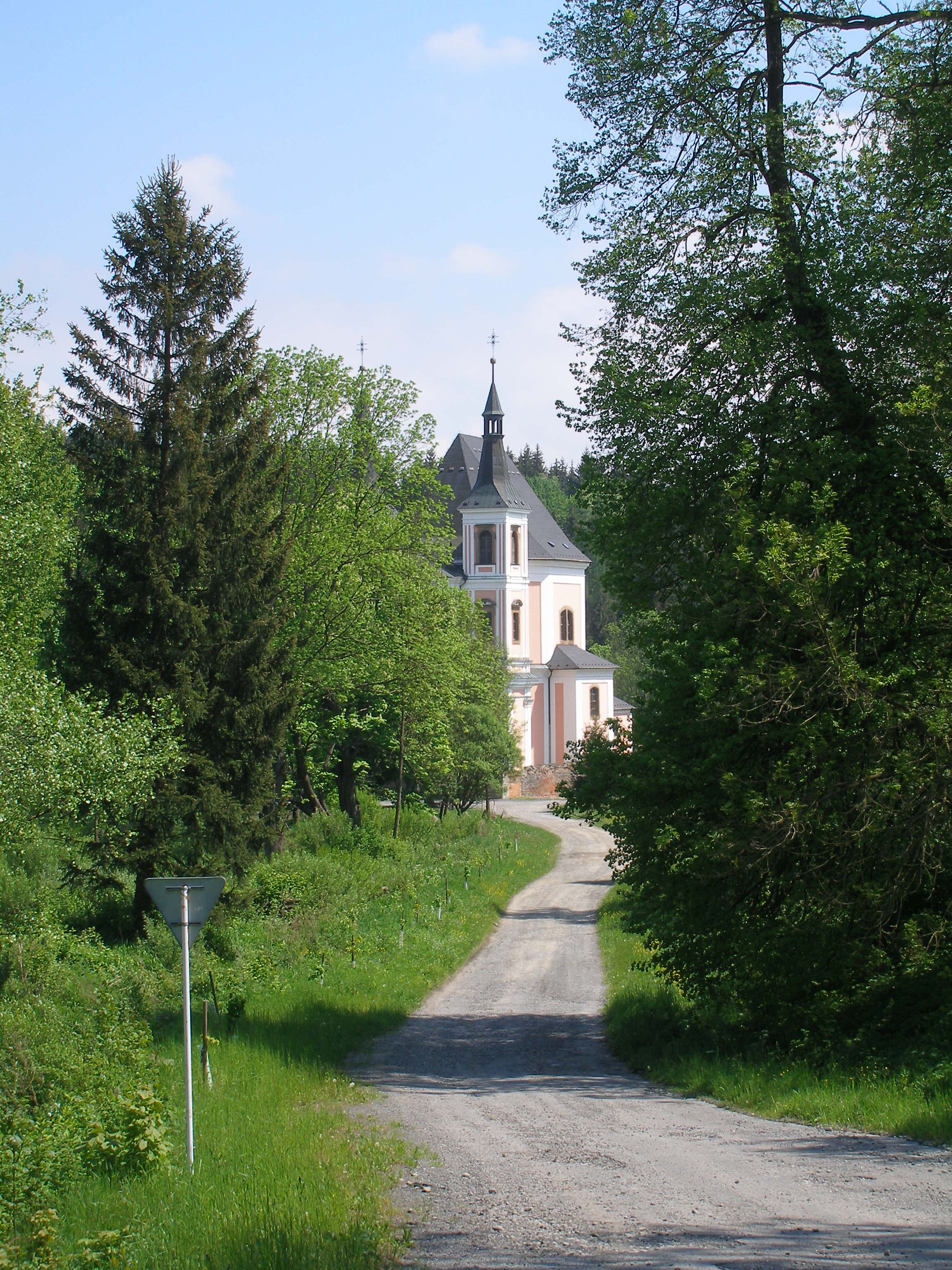
Cesta do Staré Vody
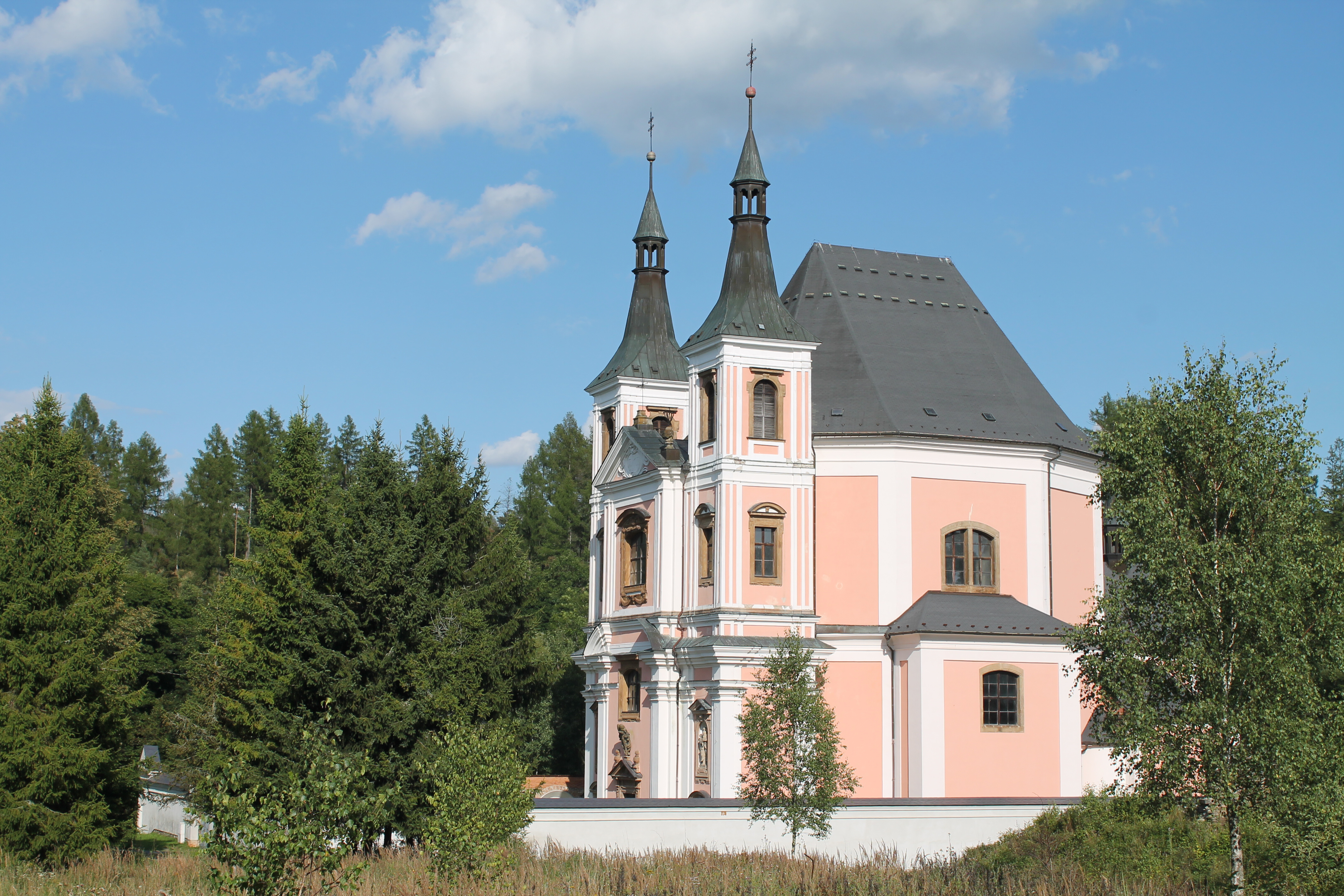
Kostel sv. Anny a sv. Jakuba
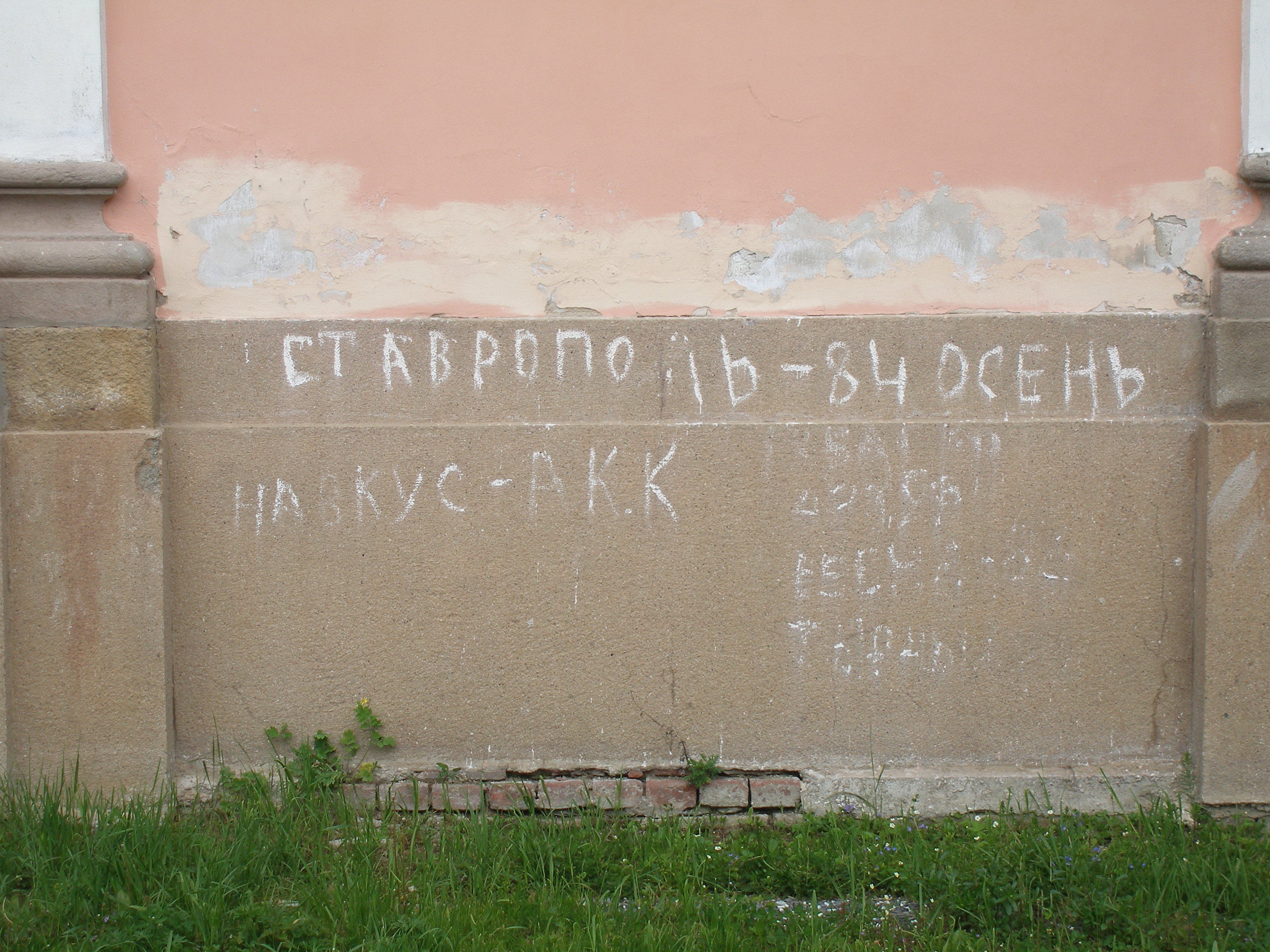
Stopy po sovětské armádě z let 1968–1991 na stěně kostela
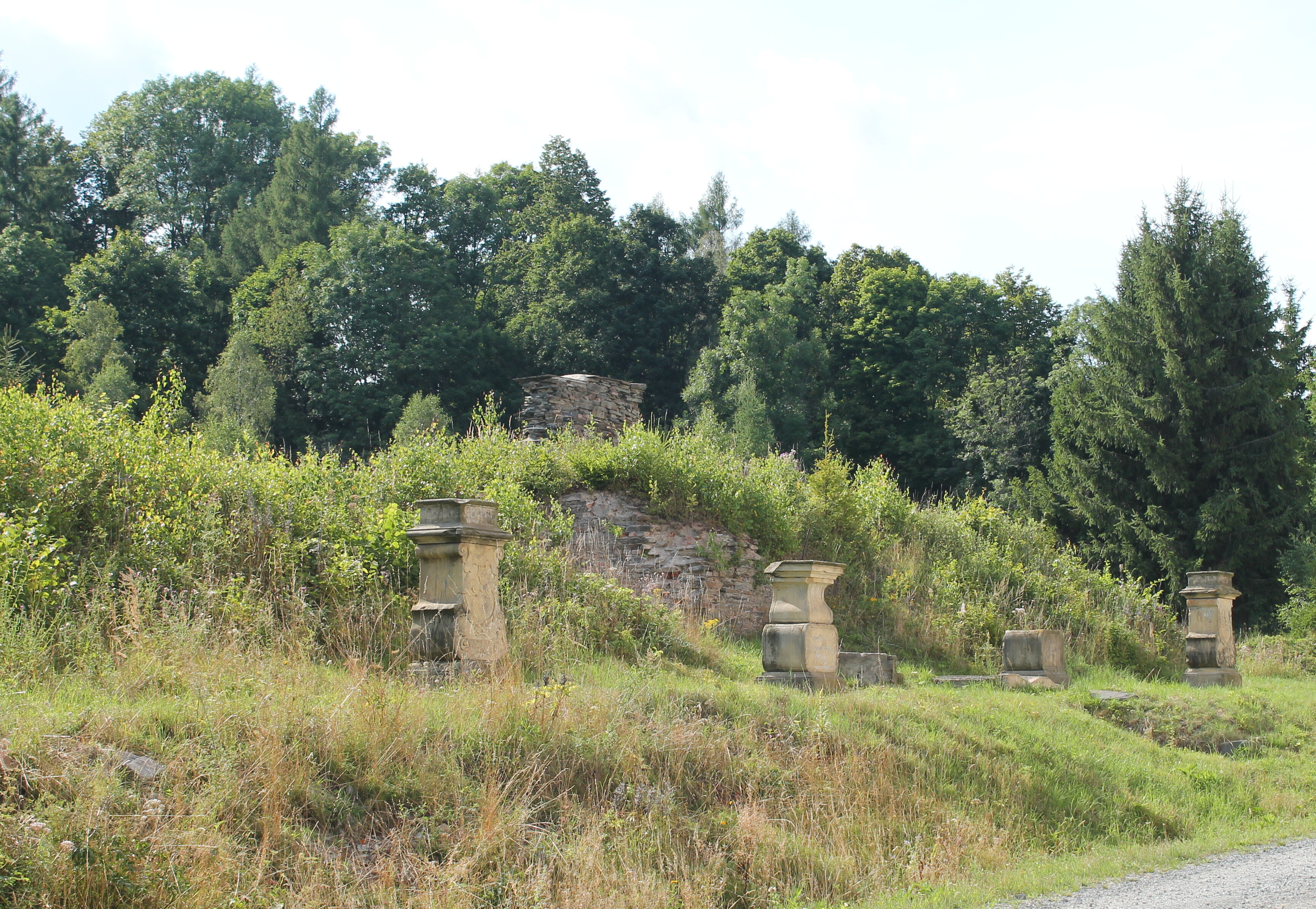
Ruiny kláštera
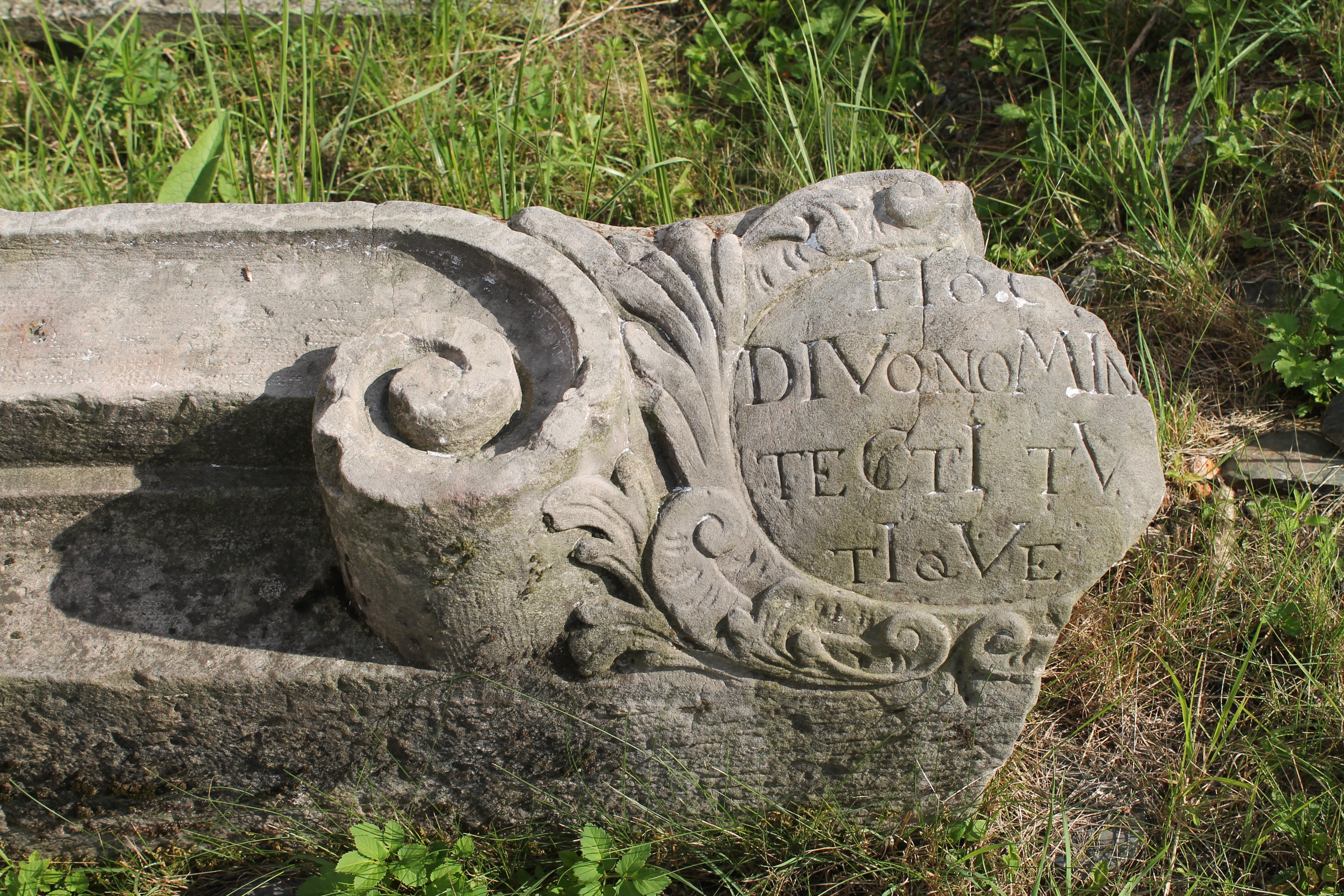
Torzo kamenického článku ze zbořeného kláštera
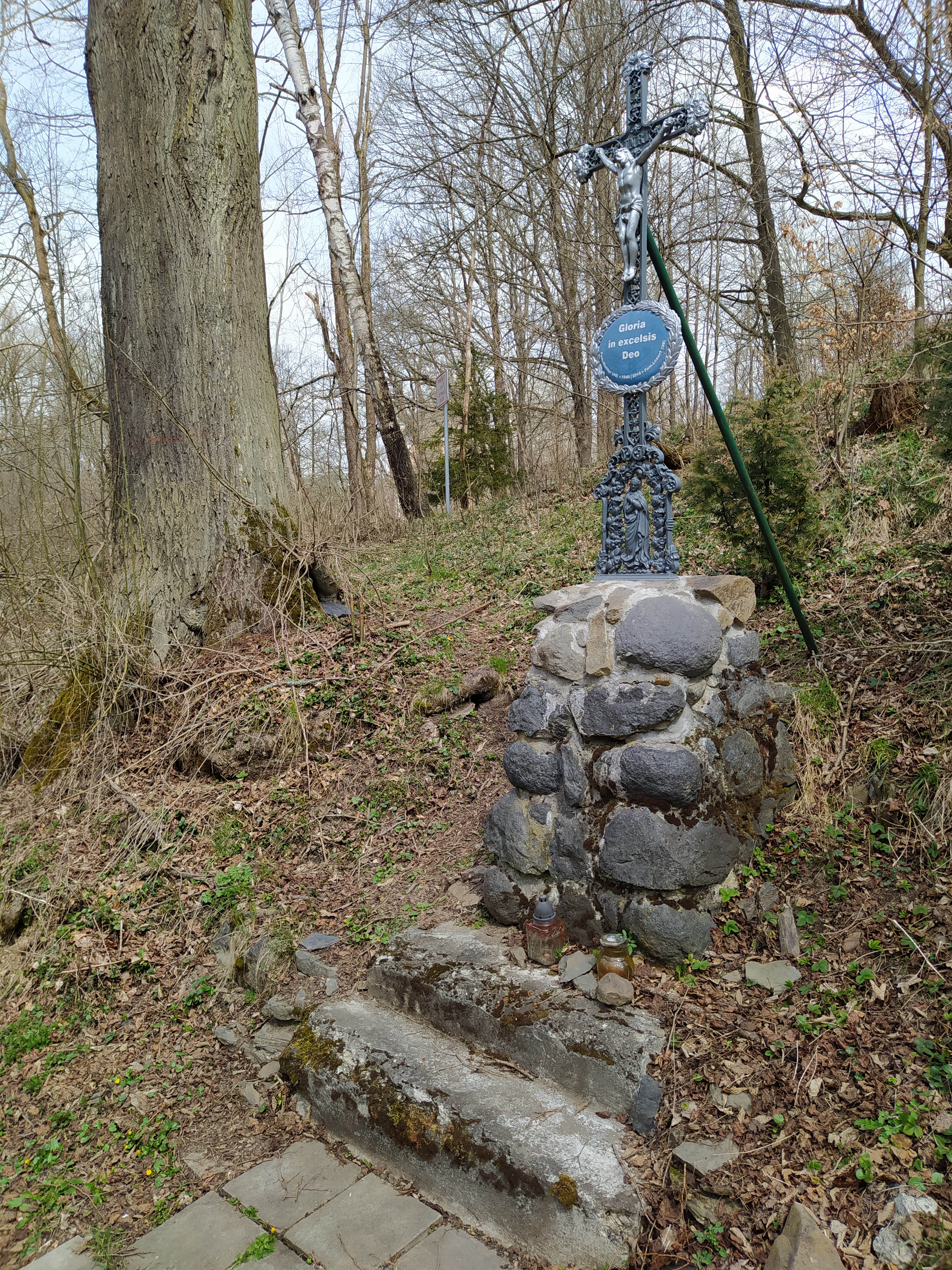
Kříž u cesty
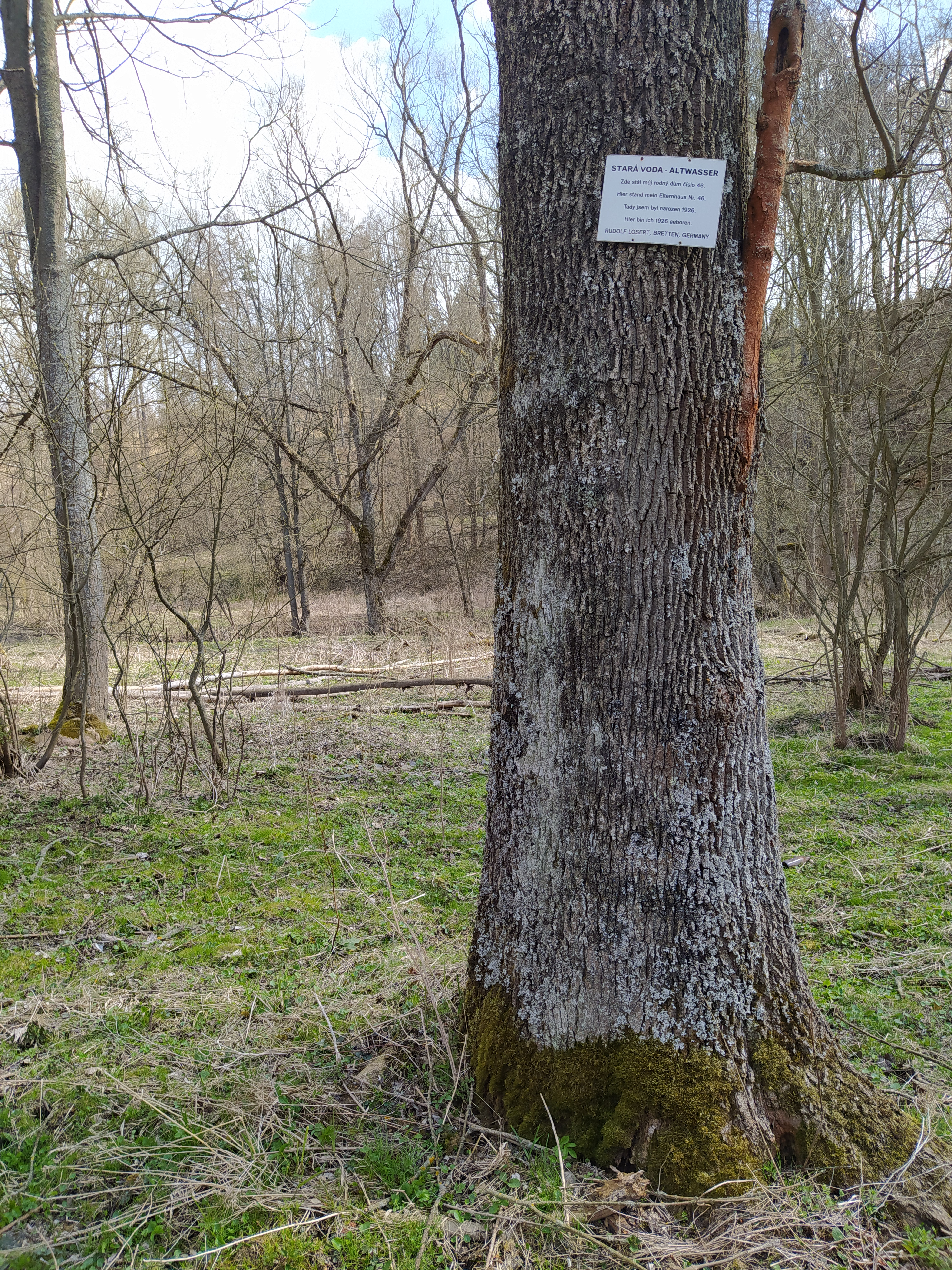
Pamětní deska připomínající německého rodáka Rudolfa Loserta
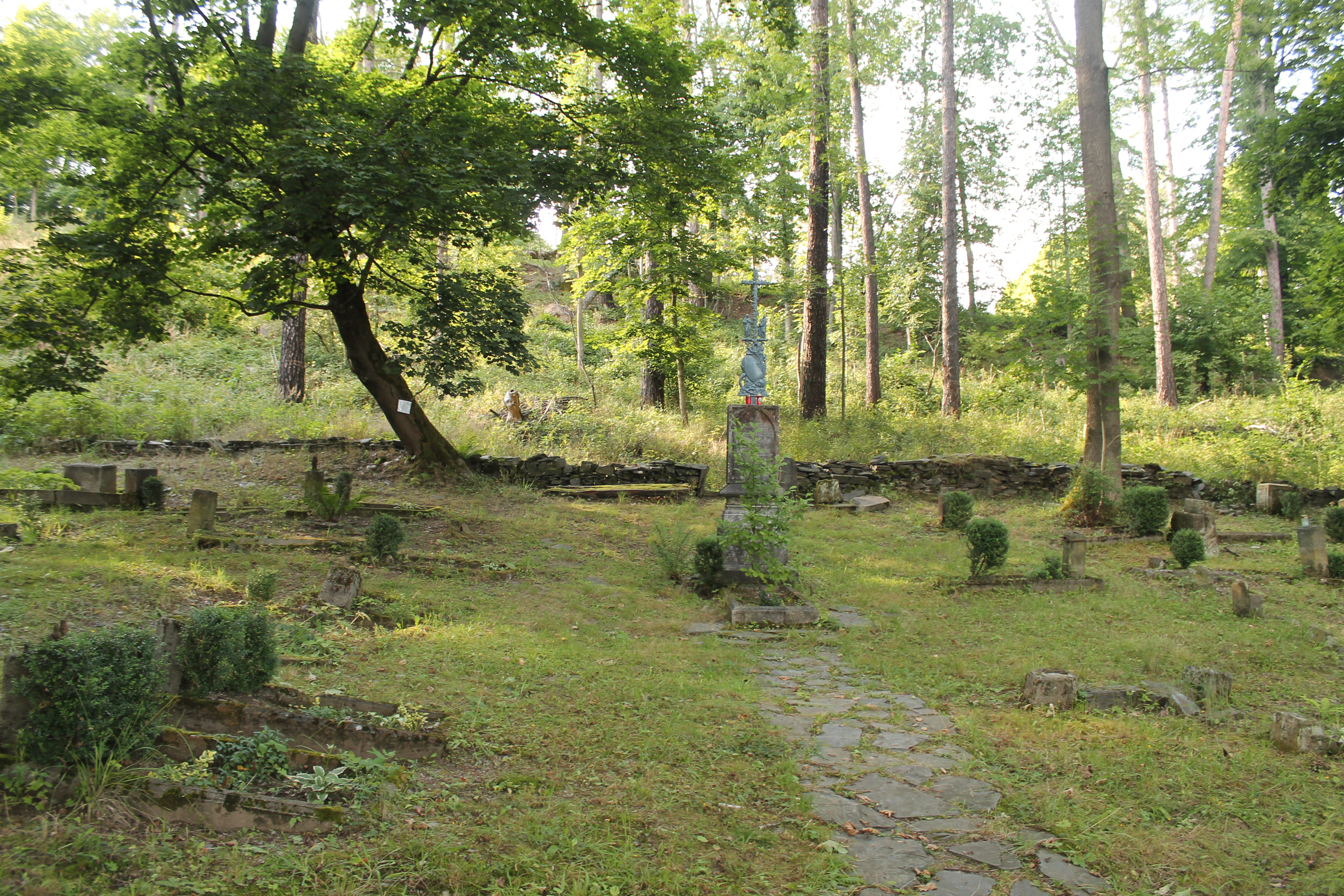
Starý hřbitov ve Staré Vodě
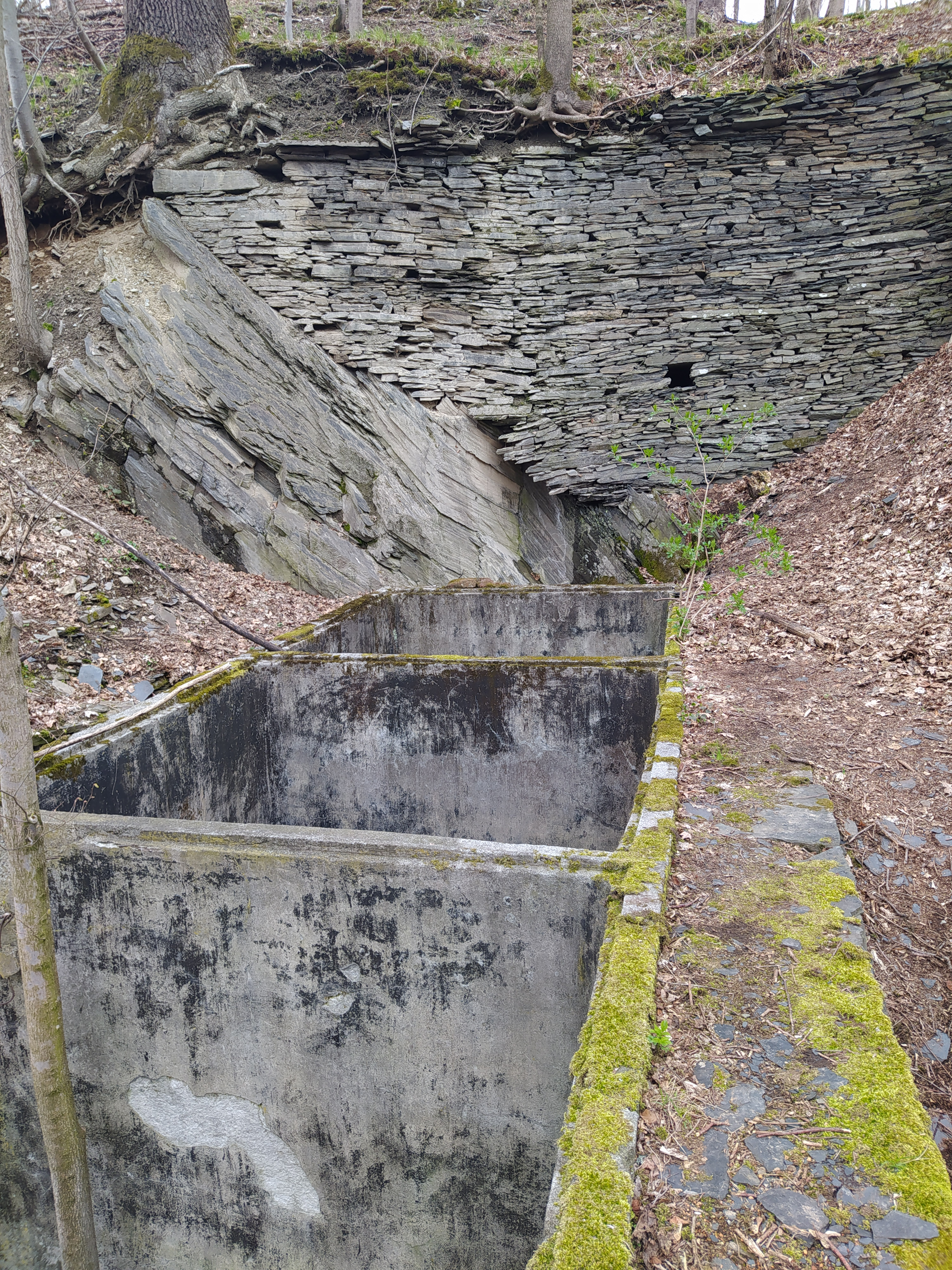
Stará Voda (severní část, za cestou z Podlesí do Města Libavá)